# 石川桂郎
石川桂郎（いしかわ けいろう、1909年8月6日 - 1975年11月6日）は、日本の俳人・随筆家・小説家・編集者。東京出身。石田波郷に師事、「鶴」「壺」「馬酔木」同人、「風土」主宰。本名は石川一雄。

## 経歴
東京市芝区三田聖坂の理髪店の息子として生まれる。御田高等小学校卒業。家業の理髪店の仕事をしながら俳句を作りはじめ、1934年、杉田久女に入門。1937年、石田波郷の「鶴」創刊より投句し、1939年に同人となる。また、小説を横光利一に師事する。
父の死後に店主となった理髪店を文具店とするが、店員が次々に召集されて人手不足となり廃業。工場・工事関係など様々な職を転々とする。1942年、理髪店時代を描いた小説『剃刀日記』を発表。1943年、斎藤玄の「壺」に参加。1946年より鶴川村能ヶ谷（現町田市能ヶ谷）に居住、以降この地で過ごす。1948年、水原秋桜子の「馬酔木」同人。日産書房、目黒書店に勤務した後、『俳句研究』（俳句研究社）、『俳句』（角川書店）の編集長を歴任、1960年に神山杏雨創刊の「風土」編集長となり、1964年に同主宰となった。
1955年、小説『妻の温泉』で第32回直木賞候補。1961年、句集『佐渡行』他の業績により第1回俳人協会賞受賞。1974年、『俳人風狂列伝』により第25回読売文学賞（随筆紀行賞）受賞。1975年、句集『高蘆』以後の作品により第9回蛇笏賞受賞。
代表句に「昼蛙どの畦のどこ曲らうか」「うらがへる亀思ふべし鳴けるなり」などがあり、市井での暮らしを滲ませつつ軽妙洒脱な句風。様々な俳人たちの風狂ぶりを描いた読売文学賞受賞作『俳人風狂列伝』がよく知られるが、桂郎自身も酒食と放言を好む風狂の人であった。早くからわずらっていた心臓病に加えて、1956年には肺結核の手術をし、病吟、旅吟を通じて句境を深めた。
1974年、食道癌を発病、1975年11月6日、食道癌のため死去。翌年、遺句集『四温』が刊行される。門下に手塚美佐、神蔵器、島谷征良、細谷亮太などがいる。

## 著作

### 句集
- 『含羞』 琅玕洞、1956年
- 『石川桂郎集』 八幡船社、1968年
- 『竹取』 牧羊社、1969年
- 『高蘆』 牧羊社、1973年
- 『四温』 角川書店、1976年
- 『石川桂郎集』 手塚美佐編、俳人協会〈脚註名句シリーズ〉、1994年

### 随筆・小説
- 『剃刀日記』 協栄出版社、1942年 
  - 新版、目黒書店（1951年）、創元文庫（1951年）、角川文庫（1955年）、烏有書林（2011年）
- 『妻の温泉』 俳句研究社、1954年、講談社文芸文庫（2024年）
- 『俳人風狂列伝』 角川書店、1973年
  - 新版、角川選書（1974年、オンデマンド版2009年） 、中公文庫（2017年）
- 『残照』 角川書店、1976年
- 『面会洒舌』 東門書屋、1978年